# Las aventuras de Ben Gunn
The Adventures of Ben Gunn —en español: Las aventuras de Ben Gunn— es una novela de aventuras de 1956 del escritor británico R. F. Delderfield. Es una precuela de La isla del tesoro.
En 1958 se adaptó a una serie de televisión de la BBC del mismo título protagonizada por Peter Wyngarde y Rupert Davies.